# Höhlentier des Jahres
Das Höhlentier des Jahres wurde erstmals im Jahr 2009 vom Verband der deutschen Höhlen- und Karstforscher (VdHK) ausgerufen, um in der Öffentlichkeit auf die kaum bekannte zoologische Artenvielfalt in unterirdischen Lebensräumen aufmerksam zu machen.
Die alljährliche Auswahl eines bestimmten Höhlentiers soll der Erforschung dieses wenig bekannten Ökosystems und den damit einhergehenden Schutz seiner Bewohner dienen.

## Bisherige Höhlentiere des Jahres Deutschland
| Jahr | Deutscher Name              | Wissenschaftlicher Name  | Abbildung                        |
| ---- | --------------------------- | ------------------------ | -------------------------------- |
| 2009 | Höhlenflohkrebse            | Niphargus                | 2009 Höhlenflohkrebse            |
| 2010 | Zackeneule                  | Scoliopteryx libatrix    | 2010 Zackeneule                  |
| 2011 | Großes Mausohr              | Myotis myotis            | 2011 Großes Mausohr              |
| 2012 | Große Höhlenspinne          | Meta menardi             | 2012 Höhlenradnetzspinne         |
| 2013 | Höhlenpilzmücke             | Speolepta leptogaster    |                                  |
| 2014 | Höhlenwasserassel           | Proasellus cavaticus     |                                  |
| 2015 | Keller-Glanzschnecke        | Oxychilus cellarius      | 2015 Keller-Glanzschnecke        |
| 2016 | Höhlenlangbein              | Amilenus aurantiacus     | 2015 Höhlenlangbein              |
| 2017 | Vierfleckhöhlenschlupfwespe | Diphyus quadripunctorius | 2017 Vierfleckhöhlenschlupfwespe |
| 2018 | Schwarzer Schnurfüßer       | Tachypodoiulus niger     | 2018 Schwarzer Schnurfüßer       |

## Bisherige Höhlentiere des Jahres Deutschland und Schweiz
| Jahr | Deutscher Name           | Wissenschaftlicher Name | Abbildung                     |
| ---- | ------------------------ | ----------------------- | ----------------------------- |
| 2019 | Gemeine Höhlenstelzmücke | Limonia nubeculosa      | 2019 Gemeine Höhlenstelzmücke |
| 2020 | Mauerassel               | Oniscus asellus         | 2020 Mauerassel               |
| 2021 | Höhlen-Raubkäfer         | Quedius mesomelinus     | 2021 Höhlen-Raubkäfer         |

## Bisherige Höhlentiere des Jahres Österreich
| Jahr | Deutscher Name       | Wissenschaftlicher Name    | Abbildung |
| ---- | -------------------- | -------------------------- | --------- |
| 2021 | Dachstein-Blindkäfer | Arctaphaenops angulipennis |           |

## Bisherige Höhlentiere des Jahres Deutschland, Österreich und Schweiz
| Jahr | Deutscher Name            | Wissenschaftlicher Name  | Abbildung                      |
| ---- | ------------------------- | ------------------------ | ------------------------------ |
| 2022 | Kleine Hufeisennase       | Rhinolophus hipposideros | 2022 Kleine Hufeisennase       |
| 2023 | Feuersalamander           | Salamandra salamandra    | 2023 Feuersalamander           |
| 2024 | Gefleckte Höhlenspinne    | Nesticus cellulanus      | 2024 Gefleckte Höhlenspinne    |
| 2025 | Olivbrauner Höhlenspanner | Triphosa dubitata        | 2025 Olivbrauner Höhlenspanner |